# Kroy Biermann
Kroy Biermann (Hardin, Montana, Estados Unidos, 12 de septiembre de 1985) es un jugador profesional de fútbol americano de la National Football League que juega en el equipo Atlanta Falcons, en la posición de Defensive end con el número 71.

## Carrera deportiva
Kroy Biermann proviene de la Universidad de Montana y fue elegido en el Draft de la NFL de 2008, en la ronda número 5 con el puesto número 154 por el equipo Atlanta Falcons.
Actualmente se encuentra en activo como jugador de los Atlanta Falcons.

## Estadísticas generales
| Tackles | Fumbles forzados | Intercepciones | Sacks |
| 46      | 1                | 2              | 2.0   |